# Matías Pellegrini
Matías Pellegrini (Magdalena, 11 de marzo de 2000) es un futbolista argentino. Se desempeña en la posición de volante ofensivo o extremo y su club actual es Vélez Sarsfield de la Primera División de Argentina.

## Carrera
Surgió de las inferiores de Estudiantes de La Plata, en el que llegó a la reserva donde se afianzaría siendo muy regular en cada partido y llegó a primera en agosto de 2018. Completó su último año de secundaria en el colegio del club.
Hizo su debut profesional el 12 de agosto contra Godoy Cruz en el estadio Malvinas Argentinas, en la derrota de su equipo por 1-0. 
Pellegrini marcó su primer gol como profesional en la victoria de su equipo por 2-0 contra Boca Juniors. Logró debutar en la Copa Libertadores 2018 frente a Gremio, jugando la ida de los octavos de final en el que su equipo ganó por 2-1.
En julio de 2019, su ficha es adquirida por el club Inter de Miami por unos 12 millones de dólares. El delantero se incorporaría el club norteamericano en enero de 2020. Pellegrini tuvo cuatro goles y una asistencia en 21 apariciones previo a ir al Inter de Miami.
El 7 de octubre de 2020, marca su primer gol en el Inter de Miami.
En agosto de 2021, retorna a Estudiantes en calidad de préstamo hasta junio de 2022. 
Pellegrini fue descartado por el Inter Miami para la temporada 2021, luego de que la liga norteamericana sancionara al equipo de la Florida por el fichaje de Matuidí, a quien tuvieron que convertir en jugador franquicia. Con solo tres puestos designados, prescindieron del argentino para mantener al francés, a Higuaín y al mexicano Rodolfo Pizarro. Pellegrini, que en su primera temporada jugó solo 20 partidos, con un gol y una asistencia, pasó al filial de la USL, el Fort Lauderdale, pero no jugó con ellos.
Copa Libertadores 2022
Pellegrini consigue el gol con el que Estudiantes le ganó a Everton en el Estadio Sausalito de Chile 1 a 0.
Regreso a Estados Unidos
A fines de junio de 2022 debe regresar al Inter de Miami, dueño de su pase. Al no tener espacio en ese club, es cedido el 20 de agosto de 2022 al New York FC en calidad de préstamo.
Integró el plantel del New York FC que consigue la copa Campeones Cup 2022, el 14 de septiembre de 2022.

## Estadísticas
- Actualizado hasta el 1 de octubre de 2023. (según transfermarkt.es)

| Equipo                            | Div.                | Temporada           | Liga  | Liga  | Liga   | Copa Nacional | Copa Nacional | Copa Nacional | Copa Internacional | Copa Internacional | Copa Internacional | Total | Total | Total  |
| Equipo                            | Div.                | Temporada           | Part. | Goles | Asist. | Part.         | Goles         | Asist.        | Part.              | Goles              | Asist.             | Part. | Goles | Asist. |
| --------------------------------- | ------------------- | ------------------- | ----- | ----- | ------ | ------------- | ------------- | ------------- | ------------------ | ------------------ | ------------------ | ----- | ----- | ------ |
| Estudiantes de La Plata Argentina | 1ª                  | 2018-19             | 15    | 3     | 1      | 7             | 2             | 1             | 2                  | 0                  | 0                  | 24    | 5     | 2      |
| Estudiantes de La Plata Argentina | 1ª                  | 2019-20             | 6     | 1     | 0      | 1             | 1             | 0             | -                  | -                  | -                  | 7     | 2     | 0      |
| Estudiantes de La Plata Argentina | 1ª                  | 2021                | 18    | 2     | 0      | 0             | 0             | 0             | -                  | -                  | -                  | 18    | 2     | 0      |
| Estudiantes de La Plata Argentina | 1ª                  | 2022                | 5     | 0     | 0      | 10            | 1             | 0             | 9                  | 1                  | 0                  | 24    | 2     | 0      |
| Estudiantes de La Plata Argentina | Total               | Total               | 44    | 6     | 1      | 18            | 4             | 1             | 11                 | 1                  | 0                  | 73    | 11    | 2      |
| Inter de Miami Estados Unidos     | 1ª                  | 2020                | 20    | 1     | 2      | 0             | 0             | 0             | -                  | -                  | -                  | 20    | 1     | 2      |
| Inter de Miami Estados Unidos     | Total               | Total               | 20    | 1     | 2      | 0             | 0             | 0             | 0                  | 0                  | 0                  | 20    | 1     | 2      |
| New York City FC Estados Unidos   | 1ª                  | 2022                | 6     | 0     | 0      | -             | -             | -             | -                  | -                  | -                  | 6     | 0     | 0      |
| New York City FC Estados Unidos   | 1ª                  | 2023                | 24    | 1     | 1      | 3             | -             | -             | -                  | -                  | -                  | 27    | 1     | 1      |
| New York City FC Estados Unidos   | Total               | Total               | 30    | 1     | 1      | 3             | 0             | 0             | 0                  | 0                  | 0                  | 33    | 1     | 1      |
| Vélez Sarsfield Argentina         | 1ª                  | 2024                | 24    | 1     | 0      | 4             | 0             | 1             | -                  | -                  | -                  | 28    | 1     | 1      |
| Vélez Sarsfield Argentina         | Total               | Total               | 24    | 1     | 0      | 4             | 0             | 1             | -                  | -                  | -                  | 28    | 1     | 1      |
| Total en su carrera               | Total en su carrera | Total en su carrera | 118   | 1     | 4      | 25            | 4             | 2             | 11                 | 1                  | 0                  | 154   | 14    | 6      |

## Palmarés

### Títulos nacionales
| Título                  | Club            | País      | Año  |
| ----------------------- | --------------- | --------- | ---- |
| Primera División        | Vélez Sarsfield | Argentina | 2024 |
| Supercopa Internacional | Vélez Sarsfield | Argentina | 2024 |

### Campeonatos internacionales
| Título        | Club          | Sede           | Año  |
| ------------- | ------------- | -------------- | ---- |
| Campeones Cup | New York City | Yankee Stadium | 2022 |